# Stéphane Pétilleau
Stéphane Pétilleau (Château-du-Loir, Sarthe, 17 de febrer de 1971) és un ciclista francès, que va ser professional del 1995 al 2007.

## Palmarès
- 1994
  - 1r a la Tro Bro Leon
  - 1r a la Ronda del Pays basque
  - 1r a la París-Connerré
- 1995
  - 1r al Duo Normand (amb Emmanuel Magnien)
- 1999
  - 1r als Boucles de la Mayenne
  - Vencedor d'una etapa al Ruban granitier breton
- 2000
  - 1r als Boucles de la Mayenne
- 2001
  - 1r al Premi Xavier Louarn
  - 1r al Circuit del Morbihan
  - 1r al Gran Premi de Luneray
  - 1r al Tour de la Porte Océane
  - Vencedor d'una etapa als Tres dies de Cherbourg
- 2002
  - 1r al Premi des Coteaux d'Aix
  - Vencedor d'una etapa al Tour de Moselle
- 2003
  - 1r al Gran Premi dels Marbrers
  - 1r als Tres dies de Cherbourg i vencedor d'una etapa
- 2004
  - 1r al Gran Premi de Beuvry-la-Forêt
  - 1r al Gran Premi Gilbert Bousquet
  - 1r a la Tarbes-Sauveterre
- 2005
  - 1r a la Ruban granitier breton i vencedor d'una etapa
  - 1r al Tour de Tarn-et-Garonne
  - Vencedor d'una etapa al Tour de Normandia
  - Vencedor d'una etapa a la Ruta del Sud
- 2006
  - Vencedor d'una etapa a l'Étoile de Bessèges
  - Vencedor d'una etapa al Tour de Normandia

### Resultats al Giro d'Itàlia
- 1995. Abandona
- 1996. 55è de la classificació general

### Resultats a la Volta a Espanya
- 1997. Abandona
- 1998. Abandona